# Georg Heinrich Waldemar Müller
Georg Heinrich Waldemar Müller (3. december 1762 i Hannover – 12. juli 1834) var en tysk-dansk leksikograf.
Han gik i latinskolen i sin fødeby og studerede teologi indtil 1783, men kom i 1786 til Danmark som hvervet underofficer. I 1802 blev han ansat som lærer ved det holstenske militærinstitut i Rendsborg, udnævntes i 1808 til premierløjtnant, gik af som kaptajn 1815 og blev i 1823 rektor ved kommuneskolen i Friedrichsberg (Slesvig). I 1827 nedlagde han sit embede og døde 12. juli 1834. Han udgav nogle lærebøger i tysk grammatik, oprindelig som anhang til Neues dänisch-deutsches Wörterbuch zum Gebrauch für Deutsche (2 bind, 1800). Senere udgav han Tysk-dansk Ordbog (3 bind, Kiel 1807-10). Nogle danske digte af ham findes i Eidora.